# 近藤和美 (登山家)
近藤 和美（こんどう かずよし、1941年11月22日 - ）は日本の登山家。

## 概要
1941年11月22日、愛知県名古屋市に生まれる。17歳で上京就職、1976年に17年間勤めた会社を退職。日本勤労者山岳連盟で「山と仲間」編集長を務めたのち、1984年よりフリーランサーとなり、山岳雑誌、山岳書籍の編集に従事、1987年登山ガイドとして独立。山と高原地図(昭文社)「谷川岳」の調査執筆を長年請け負った。
1972年31歳より海外登山をはじめ、42歳で7000m峰初登頂、1989年旧ソ連邦に属する7,000m峰5峰(イスモイルソモニ,ポベーダ,レーニン,ハンテングリ,コルジェネフスカ)を完登した者に贈られるスノーレオパード賞を獲得した。
1992年50歳で8000m峰初登頂(ダウラギリ)、その後も8000m峰に挑戦し続け、2011年69歳でローツェに登頂し、8000m峰9座に登頂(うち5座無酸素登頂)した。たいへん遅咲きの登山家である。8000メートル峰9座登頂は、名塚秀二、田辺治、山田昇と共に、全14座達成の竹内洋岳、石川直樹、渡邊直子に次ぐ日本人4位の記録。
日本勤労者山岳連盟海外委員、日本ヒマラヤ協会会員、日本山岳協会国際部海外常任委員、パミール中央アジア研究会理事。

## エピソード
1989年8月、近藤和美を含む日本勤労者山岳連盟隊はハン・テングリへ遠征を行っていた。この遠征は高所登山の経験者養成の目的も兼ねていた。参加者の1人の北沢真一は講師役として、ハン・テングリを数度登頂していたが、8月14日、下山中に滑落死してしまう。翌年、ハン・テングリの6,400m付近に慰霊碑が設置された。『世界の名峰グレートサミッツ』「ハン・テングリ」の回の制作に携わっていた貫田宗男がこの慰霊碑を知り、近藤和美に取材を行った。この慰霊碑は平出和也によって撮影され、北沢真一のエピソードと共に、2013年1月に放映された番組において取り上げられた。

## 経歴
- 1941年11月22日 - 愛知県名古屋市に生まれる。
- 1986年8月3日 - イスモイル・ソモニ峰(7,495m/タジキスタン)登頂。
- 1986年8月 - コルジェネフスカ峰(7,105m/タジキスタン)登頂。
- 1986年 - レーニン峰(7,134m/タジキスタン)登頂。
- 1989年 - ハン・テングリ(7,010m/キルギス)登頂。
- 1989年 - ポベーダ山(7,439m/キルギス)登頂。
- 1989年 - スノーレオパード賞獲得(同年に日本人として初獲得した小西浩文に引き続き日本人2人目)。
- 1992年9月20日 - チョ・オユー(8,201m/チベット)無酸素登頂。(木本哲,八橋秀樹等11名)
- 1995年10月6日 - ダウラギリ(8,167m/ネパール)無酸素登頂。(林孝治,桑原巌,成崎公生,澤田実,武田澄人等8名)
- 1997年5月10日 - リスム(未踏峰/7,050m/チベット)初登頂。
- 1998年5月22日 - エベレスト(8,848m/ネパール)登頂。(倉橋秀都,佐藤賢,永田幸一,坂本正治,橋本久,矢野利明,川原慶紀8名)
- 1999年7月29日 - ナンガ・パルバット(8,126m/パキスタン)無酸素登頂。(倉橋秀都,清野嘉樹等5名)
- 2000年7月30日 - ブロードピーク(8,051m/パキスタン)無酸素登頂。(倉橋秀都,矢野利明,松本政英4名)
- 2003年8月1日 - ガッシャーブルムII峰(8,034m/パキスタン)無酸素登頂。(橋本久,飯塚公知,上野幸人4名)
- 2006年10月26日 - ナンパイゴスム[南峰](未踏峰/7,240m/ネパール)初登頂[3]
- 2009年5月19日 - マナスル(8,163m/ネパール)登頂[4]。
- 2010年5月17日 - シシャパンマ(8,027m/チベット)登頂。シシャパンマ最年長登頂更新(68歳176日)[5]。
- 2010年11月3日 - チュルー最東峰(6,038m/ネパール)登頂。
- 2010年11月8日 - チュルー南東峰(6,429m/ネパール)登頂。
- 2011年5月20日 - ローツェ(8,516m/ネパール)登頂[6]。

## 著書
- 雨宮節・宮下正次・近藤和美著「記録 魅惑の氷壁」(1979/8,ユニ出版)
- 小宮昌平・近藤和美編「山 生きる・学ぶ・探る」(1986/2,大月書店) ISBN 978-4272610051
- 近藤和美調査執筆「谷川岳・苗場山・武尊岳 1994 山と高原地図28」(1994/1,昭文社)
- 近藤和美調査執筆「谷川岳・苗場山・武尊山 1996 山と高原地図28」(1996/1,昭文社) ISBN 978-4398750280
- 近藤和美著「冬山」(1996/12,山と渓谷社) ISBN 978-4635041805
- 近藤和美調査執筆「谷川岳・苗場山・武尊山 2001 山と高原地図16」(2001/1,昭文社) ISBN 978-4398752284
- 近藤和美調査執筆「谷川岳・苗場山・武尊山 2004 山と高原地図16」(2004/9,昭文社) ISBN 978-4398754165
- 近藤和美・高橋修調査執筆「谷川岳・苗場山・武尊山 2006 山と高原地図16」(2006/1,昭文社) ISBN 978-4398754165